# Dallas-Fort Worth Film Critics Association Awards 2022
La 28ª edizione dei Dallas-Fort Worth Film Critics Association, annunciata il 19 dicembre 2022, ha premiato i migliori film usciti nel corso del 2022.

## Vincitori
A seguire vengono indicati i vincitori, in grassetto.

### Miglior film
1. Everything Everywhere All at Once, regia di Daniel Kwan e Daniel Scheinert
2. Gli spiriti dell'isola (The Banshees of Inisherin), regia di Martin McDonagh
3. The Fabelmans, regia di Steven Spielberg
4. Tár, regia di Todd Field
5. Top Gun: Maverick, regia di Joseph Kosinski
6. Women Talking, regia di Sarah Polley
7. The Whale, regia di Darren Aronofsky (2022)
8. Pinocchio di Guillermo del Toro, regia di Guillermo del Toro
9. Babylon, regia di Damien Chazelle
10. The Woman King, regia di Gina Prince-Bythewood

### Miglior regista
1. Daniel Kwan e Daniel Scheinert – Everything Everywhere All at Once
2. Steven Spielberg – The Fabelmans
3. Todd Field – Tár
4. Martin McDonagh – Gli spiriti dell'isola (The Banshees of Inisherin)
5. Sarah Polley – Women Talking

### Miglior attore
1. Colin Farrell – Gli spiriti dell'isola (The Banshees of Inisherin)
2. Brendan Fraser – The Whale
3. Austin Butler – Elvis
4. Bill Nighy – Living
5. Tom Cruise – Top Gun: Maverick

### Miglior attrice
1. Cate Blanchett – Tár
2. Michelle Yeoh – Everything Everywhere All at Once
3. Michelle Williams – The Fabelmans
4. Danielle Deadwyler – Till
5. Viola Davis – The Woman King

### Miglior attore non protagonista
1. Jonathan Ke Quan – Everything Everywhere All at Once
2. Brendan Gleeson – Gli spiriti dell'isola (The Banshees of Inisherin)
3. Paul Dano – The Fabelmans
4. Brian Tyree Henry – Causeway
5. Ben Whishaw – Women Talking

### Miglior attrice non protagonista
1. Kerry Condon – Gli spiriti dell'isola (The Banshees of Inisherin)
2. Hong Chau – The Whale
3. Angela Bassett – Black Panther: Wakanda Forever
4. Jessie Buckley – Women Talking
5. Janelle Monáe – Glass Onion - Knives Out (Glass Onion: A Knives Out Mystery)

### Miglior film in lingua straniera
1. Decision to Leave (헤어질 결심), regia di Park Chan-wook
2. Close, regia di Lukas Dhont
3. Argentina, 1985, regia di Santiago Mitre
4. Niente di nuovo sul fronte occidentale (Im Westen nichts Neues), regia di Edward Berger
5. EO, regia di Jerzy Skolimowski

### Miglior documentario
1. Good Night Oppy, regia di Ryan White
2. All That Breathes, regia di Shaunak Sen
3. Fire of Love, regia di Sara Dosa
4. Moonage Daydream, regia di Brett Morgen
5. Bad Axe, regia di David Siev

### Miglior film d'animazione
1. Pinocchio di Guillermo del Toro (Guillermo del Toro's Pinocchio), regia di Guillermo del Toro
2. Marcel the Shell with Shoes On, regia di Dean Fleischer-Camp

### Miglior fotografia
1. Russell Carpenter – Avatar - La via dell'acqua (Avatar: The Way of Water)
2. Claudio Miranda – Top Gun: Maverick e Greig Fraser – The Batman (ex aequo)

### Miglior sceneggiatura
1. Martin McDonagh – Gli spiriti dell'isola (The Banshees of Inisherin)
2. Daniel Kwan e Daniel Scheinert – Everything Everywhere All at Once

### Miglior colonna sonora
1. Alexandre Desplat – Pinocchio di Guillermo del Toro
2. John Williams – The Fabelmans

### Russell Smith Award
- EO, regia di Jerzy Skolimowski - "miglior film indipendente a basso budget o all'avanguardia"